# Ulã Bator
Ulã Bator ou Ulan Bator (em mongol: Улаанбаатар; romaniz.: Ulaanbaatar; pronunciado: [ʊɮɑːŋ.bɑːtʰɑ̆r]) é a capital e a maior cidade da Mongólia. Tem cerca de 1,3 milhão de  habitantes, segundo números oficiais e estima-se que existam mais 150 mil habitantes não recenseados. Foi fundada em 1649 e designou-se Urga até 1924. A partir desse ano, a cidade ganhou o nome atual, que significa "herói vermelho" na língua mongol. No passado foi também conhecida como Niislel Khureheh.
Localizada no centro-norte da Mongólia, a cidade encontra-se a uma altitude de cerca de 1 310 metros, em um vale do rio Tuul. É o principal centro econômico, corporativo e cultural do país. Ulã Bator é também o centro da rede de estradas da Mongólia, sendo servida por um transporte ferroviário extenso, entre os quais a Transiberiana, que a interliga ao sistema ferroviário da Rússia e da China. A cidade é servida também pelo Aeroporto Internacional Chinggis Khaan, o mais movimentado na Mongólia.
A cidade foi fundada em 1639, inicialmente como um centro monástico budista móvel (nômade). Em 1778, ela estabeleceu-se definitivamente na sua atual localização, na confluência dos rios Tuul e Selbe. Pouco antes disso, Ulã Bator mudou de localização vinte e oito vezes, com cada local sendo escolhido cerimonialmente. No século XX, Ulã Bator cresceu e tornou-se um importante centro de produção, vindo a ser a capital mongol a partir de 1911.

## História
Fundada em 1639, Ulã Bator, então Örgöö (Urga), estava originalmente localizada próxima ao lago Shoreet Tsagaan Nuur, a cerca de 400 km da atual Ulã Bator, na província de Övörkhangai.
Ela foi movida constantemente para vários locais ao longo dos rios Selenga, Orkon e Tuul até alcançar a sua presente localização no final do século XVIII, próxima a uma autoestrada que liga Pequim a Kyakhta, na Buriácia, Rússia, a cerca de 1 100 km ao noroeste de Pequim e 266 km ao sul de Kyakhta, na fronteira da Rússia com a Mongólia. Ulã Bator foi a cidade sagrada dos mongóis e residência do "Buda Vivo", o qual as tribos Khalkha colocaram como o terceiro em grau de veneração, entre as divindades do clero lamaísta. Este "resplandecente lama divino" residiu num palácio na parte sul da cidade. Ulã Bator prosperou na década de 1860 como um centro comercial, numa rota de comércio de chá entre Rússia e China.
Em 1904, na ocasião da expedição britânica ao Tibete, o Dalai Lama retirou-se da capital tibetana, Lassa, e foi para Ikh Khüree (com este nome naquela época), onde ele permaneceu até 1908. Após a proclamação da independência da Mongólia, com o colapso do Império Manchu, em 1911, a cidade tornou-se a capital da República Popular da Mongólia, em 1924, e adotou seu nome atual, Ulaanbaatar - em mongol tradicional: ᠤᠯᠠᠭᠠᠨᠪᠠᠭᠠᠲᠤᠷ

### Urga e o Tratado de Kyakhta
Na sequência do Tratado de Kyakhta, em 1727, Urga foi um dos principais pontos do comércio Kyakhta entre a Rússia e a China — principalmente de produtos como peles de animais siberianos e o chá chinês. A rota para o sul tinha Urga como destino, e para o sudeste o destino era Gobi e Kalgan, sobre as montanhas, além de Pequim. Urga também foi um ponto de coleta para mercadorias provenientes dos pontos mais a oeste. Estes foram enviados para a China ou enviados para o norte para a Rússia via Kyakhta, por causa de restrições legais e a falta de boas rotas comerciais para o oeste.
A vila foi fortificada em 1900 e brevemente ocupada por tropas durante a Rebelião Boxer. Havia uma linha telegráfica para o norte e um serviço postal semanal ao longo das rotas. Um consulado russo aberto no início do século serviu como posto de comércio chinês chamado Maimaicheng, e nas proximidades do palácio do vice-rei manchu. Com o crescimento do comércio ocidental nos portos chineses, o comércio de chá para a Rússia diminuiu, e a lã tornou-se o principal produto de exportação da China. Os produtos manufaturados, ainda provenientes da Rússia, continuavam a passar pela cidade com destino à China, mas a maioria era levado por caravanas. O comércio anual foi estimado em 25 milhões de rublos, nove décimos em mãos chinesas e um décimo em mãos russas.

### Revoluções de 1911 e 1921 e era do Partido Popular da Mongólia
A expedição comercial de Moscou da década de 1910 estimou a população de Urga em 60 000 habitantes, com base no estudo de Nikolay Przhevalsky, na década de 1870. A população da cidade inchou durante o festival Naadam e grandes festivais religiosos, indo para mais de 100 000 habitantes. Em 1919, o número de monges tinham alcançado 20.000, contra 13.000 em 1810. Em 1910 o amban Sando tentou encerrar a grande luta entre lamas gandan e comerciantes chineses, iniciados por um incidente na loja Da Yi Yu, no Baruun Damnuurchin, distrito de mercado. Ele foi incapaz de mostrar controle sobre as lamas e foi forçado a fugir de volta para seus aposentos. Em 1911, com a Dinastia Qing na China dirigindo-se para o colapso total, os líderes da Mongólia reuniram-se em segredo no Monte Bogd Khan Uul e resolveram acabar com 220 anos de controle manchu no país. Em 29 de dezembro de 1911, Jeptsundamba Khutughtu foi declarado governante da Mongólia Autonôma e assumiu o título Bogd Khan. Khuree, como a sede do Jebtsundamba Khutugtu, foi a escolha lógica para a capital do novo estado. No entanto, no acordo tripartido de Kyakhta de 1915 (entre a Rússia, China e Mongólia), o Estado da Mongólia foi mudado para mera autonomia. Em 1919, os nobres da Mongólia, sobre a oposição de Bogd Khan, concordaram com o residente chinês Chen Yi em um assentamento da "questão Mongol" ao longo das linhas da era Qing, mas antes de este acordo poder ser posto em prática, Khuree foi ocupada pelas tropas do caudilho chinês Xu Shuzheng, que forçaram os nobres mongóis e clérigos a renunciarem a autonomia completamente.

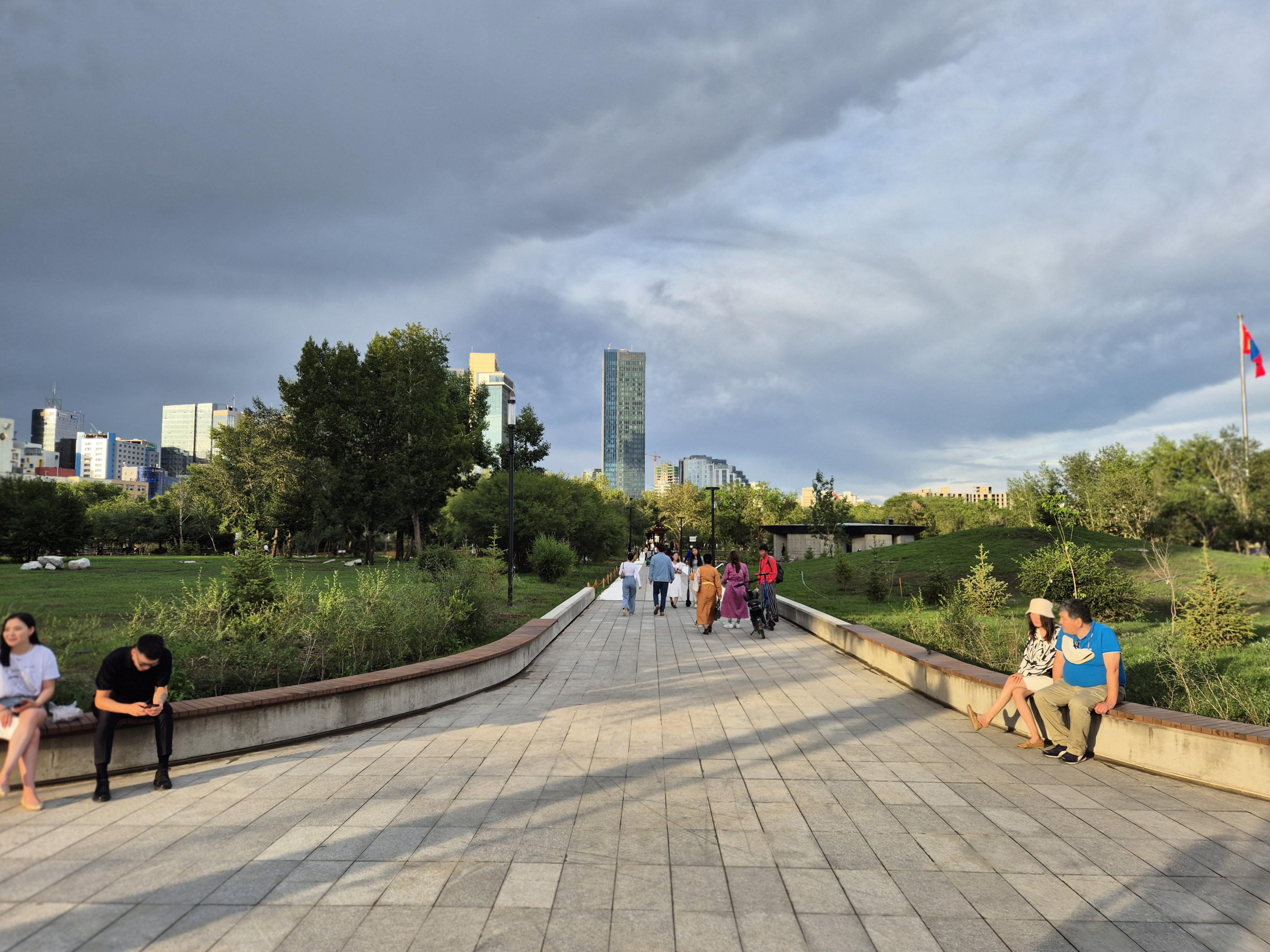
As áreas verdes foram aumentando na cidade durante a era comunista

Em 1921, a cidade mudou de administração duas vezes. Na primeira vez, em 4 de fevereiro de 1921, uma força mista entre os russos e mongóis — liderada pelo membro do Movimento Branco Roman Ungern von Sternberg — capturou a cidade, liberando o Bogd Khan da prisão chinesa e matando uma parte da guarnição chinesa. A captura de Urga do barão foi seguida por um domínio de pequenas gangues na Mongólia formada por soldados chineses desmoralizados e, ao mesmo tempo, saques e assassinatos de estrangeiros, incluindo um pogrom vicioso que matou parte da comunidade judaica. Em 22 de fevereiro de 1921, Bogd Khan foi mais uma vez elevado ao grão-cã da Mongólia em Urga. No entanto, ao mesmo tempo que o barão foi assumindo o controle de Urga, a força comunista mongol, liderada por Damdin Sükhbaatar, estava se formando na Rússia, e em março eles cruzaram a fronteira. Ungern e seus homens avançaram em maio para atender as tropas comunistas mongóis e russas, mas sofreu uma derrota desastrosa em junho. Em julho, o exército comunista soviético-mongol tornou-se a segunda força de conquista em seis meses a entrar em Urga. A Mongólia veio para o controle da Rússia Soviética. Em 29 de outubro de 1924, a cidade foi renomeada para Ulaanbaatar (em mongol: "herói vermelho"), pelo conselho de TR Ryskulov, o representante soviético na Mongólia.
No período socialista, e especialmente após a Segunda Guerra Mundial, a maioria dos antigos bairros foram substituídos por blocos de apartamento em estilo soviético, muitas vezes financiados pela União Soviética. O planejamento urbano começou na década de 1950, e a maior parte da cidade é hoje o resultado da construção resultante entre 1960-1985.  O Transmongolian Railway, ligando Ulan Bator com Moscou e Pequim, foi concluído em 1956, e cinemas, teatros e museus foram também construídos. Por outro lado, a maioria dos templos e mosteiros foram destruídos na sequência dos expurgos anti-religiosos, no final dos anos 1930. O mosteiro Gandan foi reaberto em 1944, quando o vice-presidente dos Estados Unidos, Henry A. Wallace, pediu para ver um mosteiro durante sua visita à Mongólia.

### Protestos pró-democracia de 1989-1990
Ulã Bator foi o local de manifestações que levaram à transição da Mongólia para a democracia e economia de mercado em 1990. Em 10 de dezembro de 1989, manifestantes ao redor do Centro de Cultura Jovem pediam a não-implementação do Perestroika e do Glasnost em seu sentido pleno. Líderes dissidentes exigiam eleições livres e a reforma econômica. Em 14 de janeiro de 1990, os manifestantes, tendo crescido de duas centenas a mais de mil, se reuniram no Museu Lenin em Ulã Bator. A manifestação na Praça em 21 de janeiro seguiu. Posteriormente, as manifestações do fim de semana em janeiro e fevereiro foram realizadas acompanhadas pela formação dos primeiros partidos de oposição da Mongólia. Em 7 de março, dez dissidentes reunidos no Sükhbaatar Square iniciaram uma greve de fome. Milhares de simpatizantes se juntaram a eles. Em 8 de março, outras pessoas aderiram à manifestação, e a multidão cresceu mais indisciplinada; setenta pessoas ficaram feridas e um morto. No dia 9 de março, o Partido Popular da Mongólia renunciou ao governo. O governo provisório anunciou primeiras as eleições livres da Mongólia, que foram realizadas em julho. O Partido Popular da Mongólia ganhou a eleição e retomou o poder.
Desde a transição da Mongólia para uma economia de mercado, em 1990, a cidade experimentou um maior crescimento - especialmente nos bairros periféricos, como a construção de novos blocos de apartamentos que tinham sido basicamente construídos na década de 1990. A população mais do que duplicou para mais de um milhão de habitantes, cerca de 50% de toda população da Mongólia. Isso provoca uma série de problemas sociais, ambientais e de transporte. Nos últimos anos, a construção de novos edifícios ganhou novo impulso, especialmente no centro da cidade, e os preços de apartamentos dispararam.

### Protestos de 2008
Em 2008, Ulã Bator foi palco de tumultos após o Partido Democrático, Partido Verde Civil e o Partido Republicano contestarem a vitória do Partido Revolucionário do Povo Mongol nas eleições parlamentares. Cerca de 30 mil pessoas participaram de uma reunião pública liderada pelos partidos da oposição. Após a reunião terminar, alguns manifestantes deixaram a praça central e mudaram-se para a sede nas proximidades do Partido Revolucionário do Povo Mongol, atacando e incendiando o edifício. A delegacia de polícia também foi atacada. Manifestantes também atearam fogo ao Palácio Cultural, onde o teatro, museu e galeria de arte nacional foram vandalizados e queimados. Carros foram incendiados, foram registrados assaltos a banco e saques. As organizações dos prédios em chamas foram vandalizadas e saqueadas. A polícia usou gás lacrimogêneo, balas de borracha e canhões de água contra os manifestantes que atiravam pedras. Um estado de quatro dias de emergência foi declarado, a capital foi colocada sob um toque de recolher e as vendas de álcool foram proibidas, na sequência da qual os tumultos não foram retomados. Cinco pessoas foram mortas e centenas presas pela polícia durante a repressão dos motins. Grupos de direitos humanos manifestaram preocupação com o tratamento deste incidente sem precedentes por parte das autoridades.

## Geografia

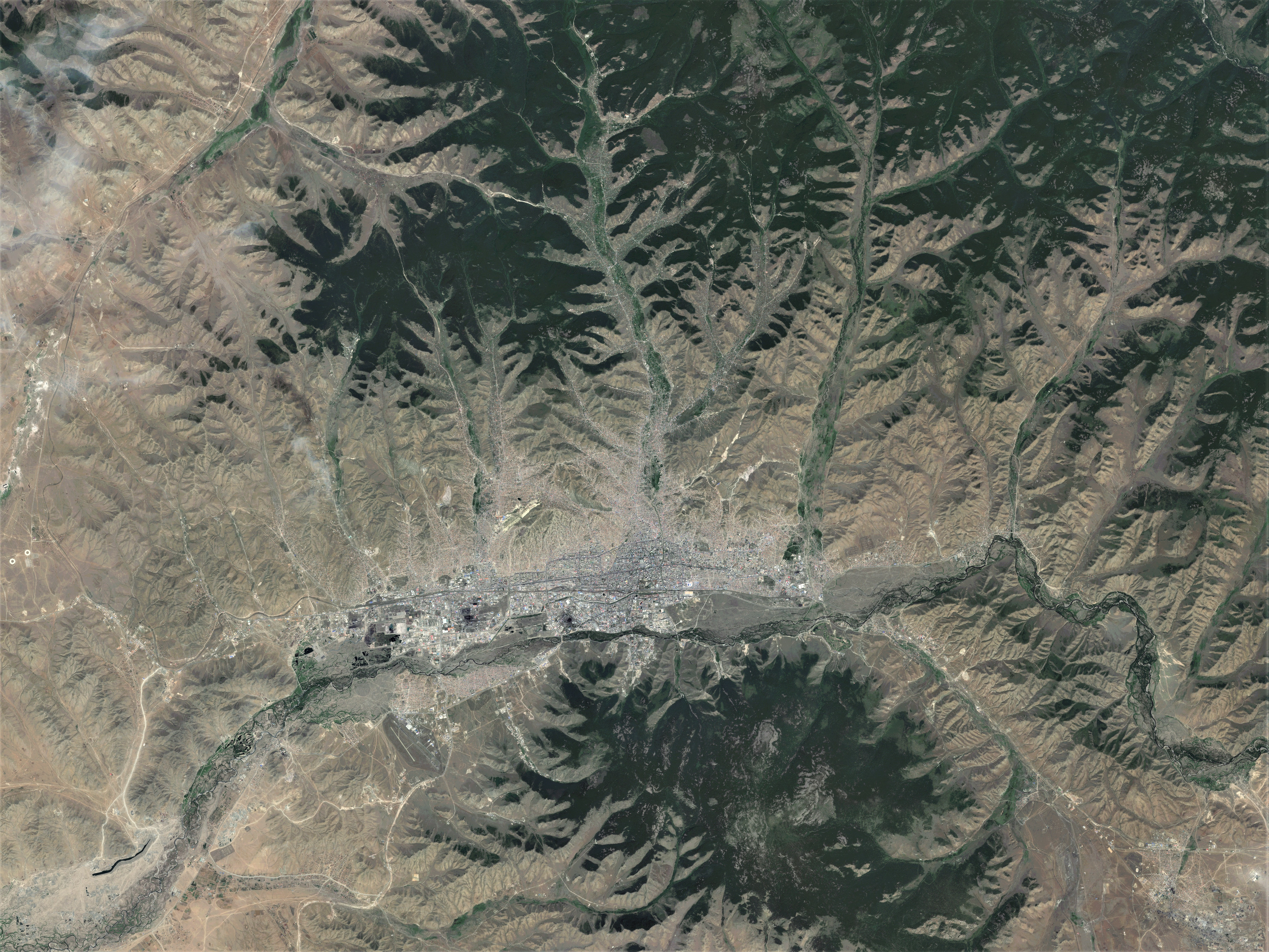
Imagem de satélite de Ulã Bator

Ulã Bator localiza-se na região centro-leste do país, a uma altitude média de 1 350 metros, e possui um rigoroso clima semiárido frio (BSk), próximo do clima subpolar — ou subártico — (Dwb/Dwc), com verões frescos e relativamente chuvosos e invernos longos, secos e gelados. A temperatura média anual de Ulã Bator é de aproximadamente 0 °C, sendo, desta forma, a capital nacional mais fria do mundo. Janeiro é o mês mais frio na cidade, com temperatura média de −22 °C, e o mês mais quente é julho, com média de 18 °C. Apesar de possuir invernos normalmente muito secos (pouca precipitação), a gélida cidade pode ser atingida eventualmente por violentas tempestades de neve. A temperatura atinge facilmente −30 °C (com um recorde de −42 °C) durante os meses mais frios, e a precipitação média anual é de 267 mm, concentrada principalmente no verão, que já registrou uma temperatura recorde de 39 °C.
A cidade está situada numa zona de solo do tipo permafrost esporádico, o que implica grandes cuidados na construção de edifícios e estradas, sob o risco de afundamento das construções, pelo perigo de rompimentos no solo congelado ou com o degelo deste, nos meses de temperaturas mais elevadas.
| Dados climatológicos para Ulã Bator | Dados climatológicos para Ulã Bator | Dados climatológicos para Ulã Bator | Dados climatológicos para Ulã Bator | Dados climatológicos para Ulã Bator | Dados climatológicos para Ulã Bator | Dados climatológicos para Ulã Bator | Dados climatológicos para Ulã Bator | Dados climatológicos para Ulã Bator | Dados climatológicos para Ulã Bator | Dados climatológicos para Ulã Bator | Dados climatológicos para Ulã Bator | Dados climatológicos para Ulã Bator | Dados climatológicos para Ulã Bator |
| Mês                                 | Jan                                 | Fev                                 | Mar                                 | Abr                                 | Mai                                 | Jun                                 | Jul                                 | Ago                                 | Set                                 | Out                                 | Nov                                 | Dez                                 | Ano                                 |
| ----------------------------------- | ----------------------------------- | ----------------------------------- | ----------------------------------- | ----------------------------------- | ----------------------------------- | ----------------------------------- | ----------------------------------- | ----------------------------------- | ----------------------------------- | ----------------------------------- | ----------------------------------- | ----------------------------------- | ----------------------------------- |
| Temperatura máxima recorde (°C)     | −2,6                                | 11,3                                | 17,8                                | 28                                  | 33,5                                | 38,3                                | 39                                  | 34,9                                | 31,5                                | 22,5                                | 13                                  | 6,1                                 | 39                                  |
| Temperatura máxima média (°C)       | −15,6                               | −9,6                                | −0,7                                | 9,7                                 | 17,8                                | 22,5                                | 24,5                                | 22,3                                | 16,7                                | 7,6                                 | −5                                  | −13,5                               | 6,4                                 |
| Temperatura média (°C)              | −21,6                               | −16,6                               | −7,4                                | 2                                   | 10,1                                | 15,7                                | 18,2                                | 16                                  | 9,6                                 | 0,5                                 | −11,9                               | −19                                 | −0,4                                |
| Temperatura mínima média (°C)       | −25,9                               | −22,2                               | −13,6                               | −4,3                                | 3,3                                 | 9,6                                 | 12,9                                | 10,6                                | 3,6                                 | −4,8                                | −15,7                               | −22,9                               | −5,8                                |
| Temperatura mínima recorde (°C)     | −42,2                               | −42,2                               | −38,9                               | −26,1                               | −16,1                               | −3,9                                | −0,2                                | −2,2                                | −13,4                               | −22                                 | −37                                 | −37,8                               | −42,2                               |
| Precipitação (mm)                   | 2                                   | 3                                   | 4                                   | 10                                  | 21                                  | 46                                  | 64                                  | 70                                  | 27                                  | 10                                  | 6                                   | 4                                   | 267                                 |
| Dias com precipitação               | 0,1                                 | 03                                  | 0,2                                 | 2                                   | 7                                   | 13                                  | 16                                  | 14                                  | 8                                   | 2                                   | 0,2                                 | 0,2                                 | 63                                  |
| Dias com neve                       | 8                                   | 7                                   | 7                                   | 7                                   | 3                                   | 0,3                                 | 0,2                                 | 0,4                                 | 2                                   | 6                                   | 8                                   | 10                                  | 59                                  |
| Umidade relativa (%)                | 78                                  | 73                                  | 61                                  | 48                                  | 46                                  | 54                                  | 60                                  | 63                                  | 59                                  | 60                                  | 71                                  | 78                                  | 62                                  |
| Insolação (h)                       | 179,1                               | 204,8                               | 265,2                               | 262,5                               | 299,3                               | 269                                 | 249,3                               | 258,3                               | 245,7                               | 227,5                               | 177,4                               | 156,4                               | 2 791,5                             |
| Fonte: Pogoda.ru.net                |                                     |                                     |                                     |                                     |                                     |                                     |                                     |                                     |                                     |                                     |                                     |                                     |                                     |
| Fonte 2: NOAA                       |                                     |                                     |                                     |                                     |                                     |                                     |                                     |                                     |                                     |                                     |                                     |                                     |                                     |

### Poluição do ar
A poluição do ar é um problema sério em Ulã Bator, especialmente no inverno. As concentrações de certos tipos de partículas (PM10) excedem regularmente os limites recomendados pela Organização Mundial de Saúde. As concentrações também excedem as concentrações medidas em cidades industriais do norte da China. Durante os meses de inverno, a poluição encobre regularmente a visão e pode até mesmo levar a problemas com o tráfego aéreo no aeroporto local.
As fontes de poluição são principalmente os fogões utilizados para aquecimento e para cozinhar, mas também as usinas (fábricas, em português europeu) locais (alimentadas com carvão). O problema é agravado pela localização de Ulã Bator em um vale entre montanhas relativamente altas, que protegem a cidade dos ventos do inverno e desse modo impedem a circulação de ar.

## Administração

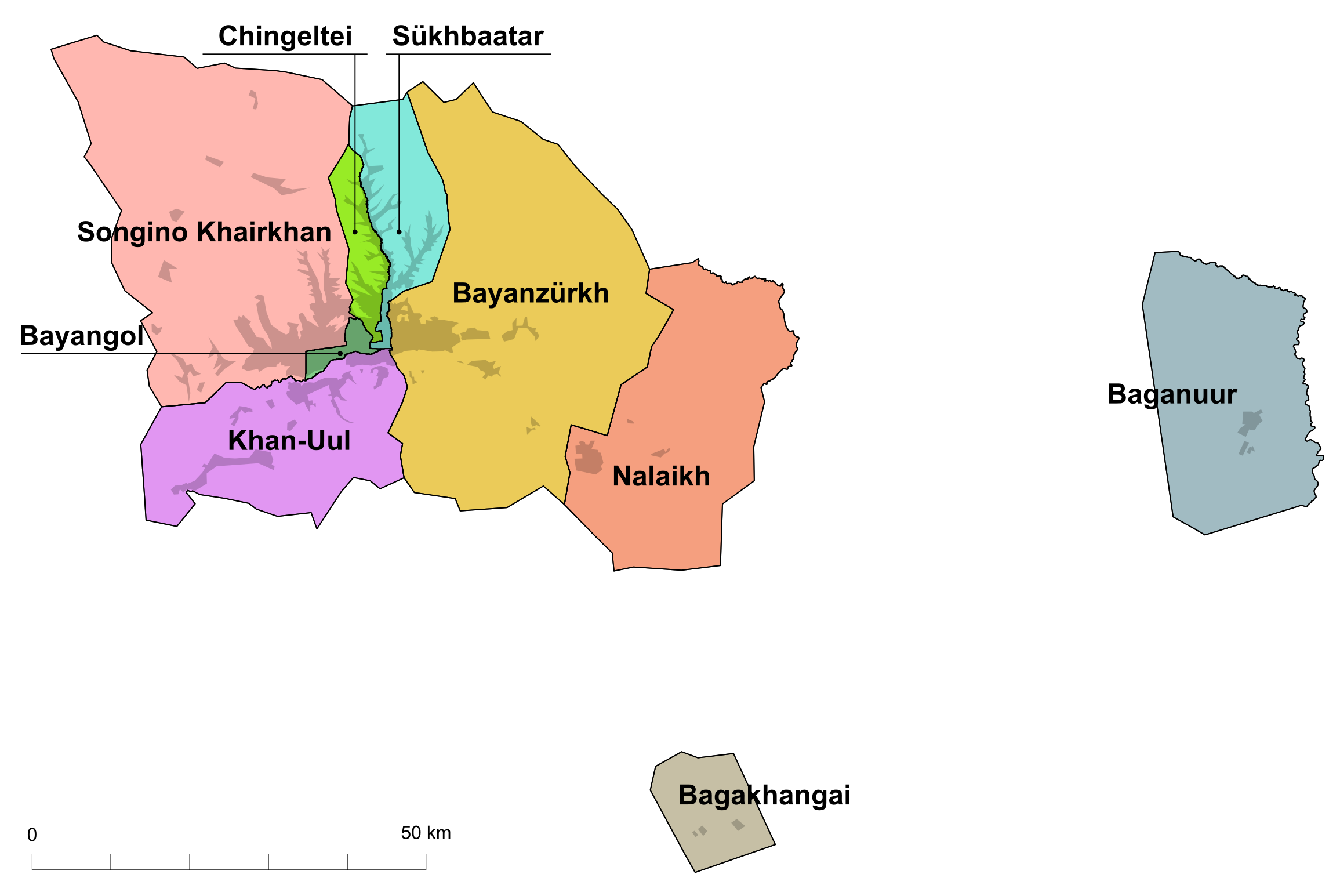
Mapa dos distritos de Ulã Bator

Ulã Bator está dividida em nove distritos (düüregs): Baganuur, Bagakhangai, Bayangol, Bayanzurkh, Chingeltei, Khan Uul, Nalaikh, Songino Khairkhan e Sükhbaatar.
A capital é governada pelo conselho da cidade, composto por quarenta membros - os representantes do povo - eleitos a cada quatro anos. O conselho é responsável por nomear o prefeito da cidade. Quando seu predecessor tornou primeiro-ministro, em janeiro de 2006, o ex-gestor municipal Gombosuren Monkhbayar foi eleito prefeito. Ulã Bator é governada como uma região independente de primeiro nível, separada da província de Töv.
A cidade é subdividida em uma região central, construída em 1940 pelos soviéticos com uma arquitetura em estilo anos 1950, além de bairros residencias em torno desta região central. Nos últimos anos, muitos dos bairros residencias passaram a abrigar lojas e novos edifícios, modificando a paisagem urbana da cidade. Ulã Bator possui, ao todo, nove distritos, a saber: Songino Khairkhan, Khan Uul, Bayangol, Chingeltei, Sükhbaatar, Bayanzürkh, Nalaikh, Bagakhangai e Baganuur.

### Símbolos
O símbolo oficial de Ulã Bator é a Garuda, uma figura mitológica presente nos mitos do hinduísmo e budismo, com os mongóis chamando-o de Khangar'd (em mongol:  Хангарьд), originalmente Cã Garuda.
O garuḍa aparece no emblema de Ulã Bator. Em sua mão direita está uma chave, um símbolo de prosperidade e abertura, e em sua mão esquerda é visto uma flor de lótus, símbolo de paz, igualdade e pureza. Em suas garras ele está segurando uma cobra, um símbolo do mal e de sua intolerância. Nas testas do garuḍa está o símbolo Soyombo, que é destaque na bandeira da Mongólia.
A bandeira da cidade é da cor azul-céu, com os braços do Garuda no centro.

### Relações internacionais

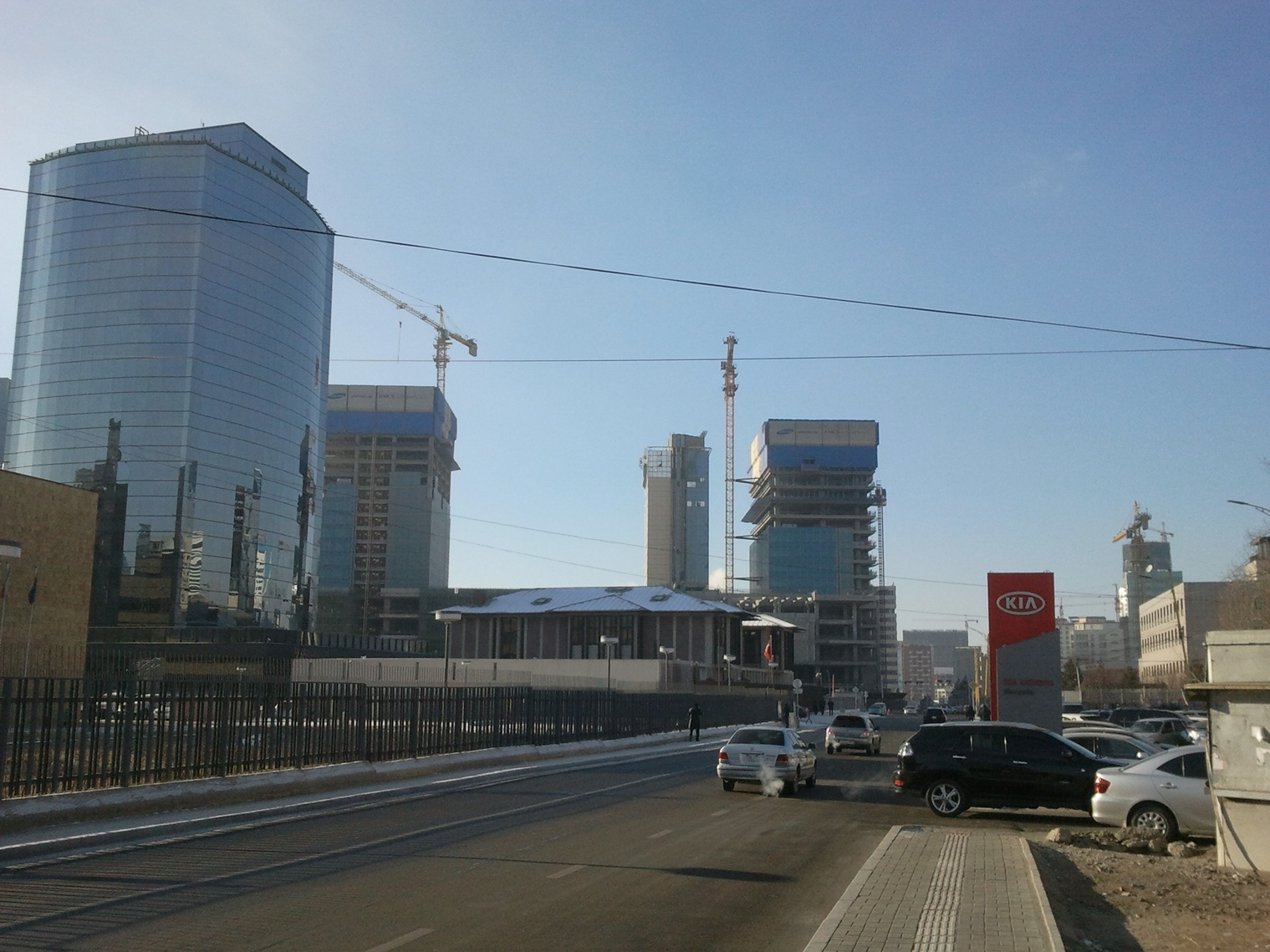
Embaixada da Turquia em Ulã Bator

Ulã Bator possui ao todo, oito cidades-irmãs, a saber:
- Denver, Colorado, Estados Unidos
- Gold Coast, Queensland, Austrália
- Leeds, Reino Unido
- Miyakonojo, Miyazaki, Japão
- Seul, Coreia do Sul
- Tianjin, China
- Taipé, Taiuã
- São Francisco, Estados Unidos

Entre os países que têm instalações diplomáticas em Ulã Bator estão: Austrália, Áustria, Bulgária, Canadá, China, Cuba, República Checa, Dinamarca, Finlândia, França, Alemanha, Índia, Japão, Cazaquistão, Laos, Malásia, Rússia, Eslováquia, Coreia do Sul, Espanha, Suécia, Suíça, Taiwan, Turquia, Ucrânia, Reino Unido, Estados Unidos e Vietnã.

## Transportes
Ulã Bator é servido pelo Aeroporto Internacional Chinggis Khaan (anteriormente chamado Aeroporto Buyant Ukhaa). O aeroporto está situado a dezoito quilômetros a sudoeste da cidade, e é o único aeroporto na Mongólia que oferece voos internacionais. Voos para Ulã Bator estão disponíveis a partir de Tóquio, Seul, Paris, Berlim, Moscou, Irkutsk, Hong Kong, Pequim, Bisqueque e Istambul.

## Infraestrutura

### Educação
Ulã Bator possui seis grandes universidades: Universidade Nacional da Mongólia, Universidade de Ciência e Tecnologia, Universidade Estadual de Agricultura, Universidade de Ciências da Saúde, Universidade Estadual de Educação e a Universidade Mongol de Arte e Cultura. Todas essas são de caráter público.
Há uma série de outras universidades na cidade, incluindo a Universidade de Humanidades, o Instituto de Finanças e Economia e o Instituto Internacional Raffles.
A Biblioteca Nacional da Mongólia tem uma vasta seleção de textos em língua inglesa sobre temas da Mongólia.
A Escola Americana de Ulã Bator e a Escola Internacional de Ulã Bator oferecem um estilo ocidental de educação, em língua inglesa, para os cidadãos da cidade e residentes estrangeiros. Há muitas escolas primária públicas, além de escolas de ensino médio. Na cidade, assim como em todo o país, crianças até 4 anos de idade frequentam o ensino elementar, crianças dos 5 aos 8 anos de idade frequentam o ensino primário fundamental, dos 9 aos 11 anos de idade frequenta-se o ensino fundamental regular. Além disso, há muitas escolas privadas que oferecem educação bilíngue.

## Cultura e sociedade

### Palácios e mosteiros
Uma vez que a cidade foi transformada na capital permanente do país, teve uma série de palácios e residências nobres em uma área chamada Öndgiin sürgiin nutag. O Jebtsundamba Khutuktu, que mais tarde foi coroado Bogd Khan, tinha quatro residências imperiais principais, que foram localizadas entre o Oriente (Dund gol) e o rio Tuul. O palácio de verão foi chamado Erdmiin dalai Buyan soma chuulgan ou Bogd khaanii serüün ord. Outros palácios são o palácio White (Tsagaan soma ou Gьngaa dejidlin), e o palácio Pandelin (também chamado de Naro Kha Chod soma), que foi situado na margem esquerda do Rio Tuul. Alguns dos palácios também foram utilizados para fins religiosos.

Portão do Palácio de Inverno

O Palácio de Inverno do Bogd Khan permanece como um museu do último monarca. O complexo inclui seis templos, muitos do período Bogd Khan e posses de sua esposa estão em exposição no edifício principal.
Entre os mosteiros antigos mais notáveis estão o Choijin Lama, um mosteiro budista que foi concluído em 1908. Ele escapou da destruição de mosteiros ocorrida na Mongólia, quando foi transformado em museu em 1942. Outro mosteiro importante é o Gandantegchinlen, que data do século XIX. A sua mais famosa atração é uma estátua de ouro de 26,5 metros de altura chamada Avalokiteshvara. Estes mosteiros estão entre os poucos na Mongólia que escaparam da destruição resultante dos ataques à mosteiros mongóis, promovido pelo líder comunista Khorloogiin Choibalsan.

### Museus e monumentos

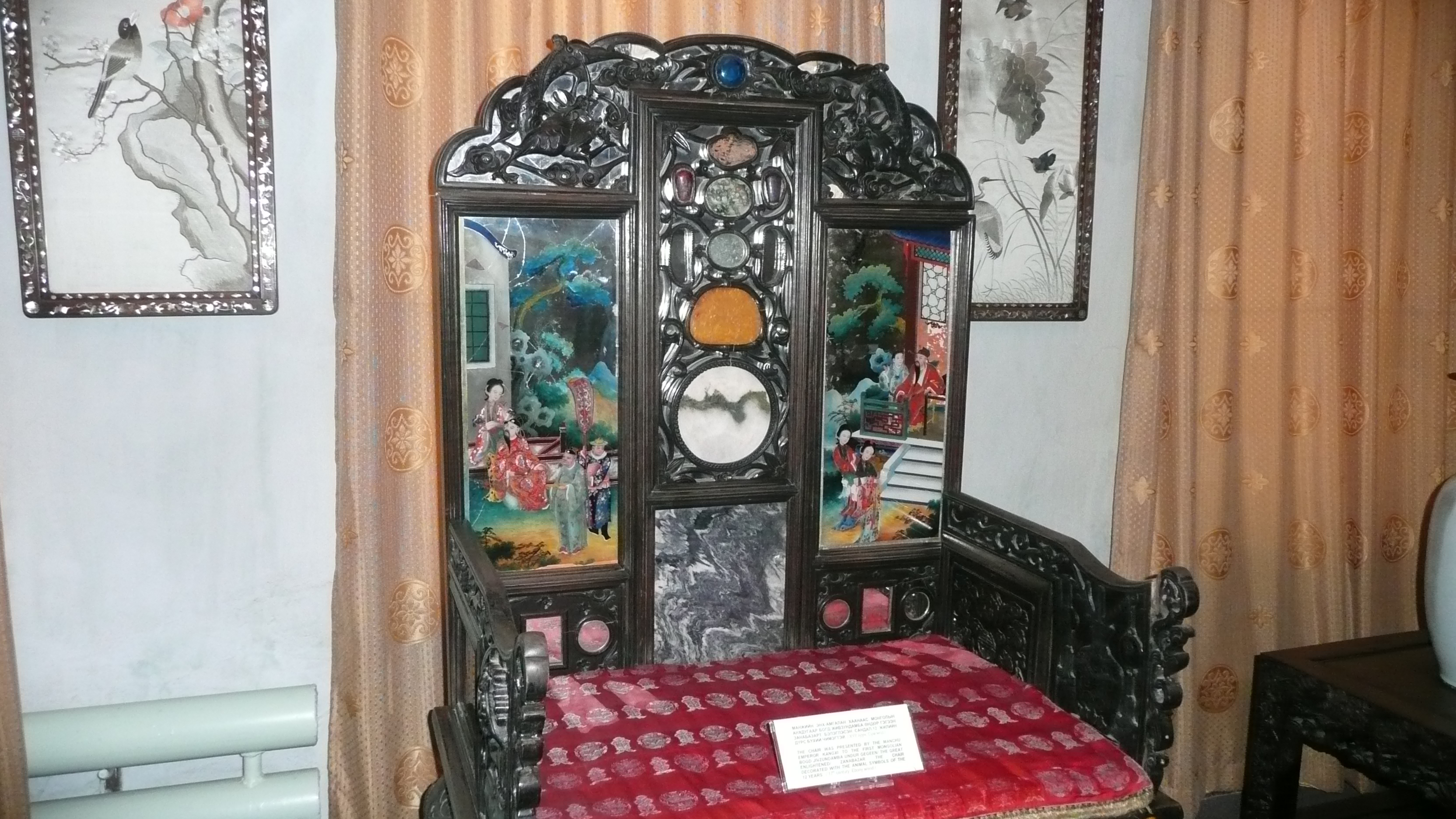
Throne dado a Zanabazar por seu discípulo, o Imperador Kangxi, usado mais tarde por Jebtsundamba Khutuktus em Urga

Ulã Bator tem vários museus dedicados à história e cultura mongol. O Museu de História Natural dispõe de muitos fósseis de dinossauros e meteoritos encontrados na Mongólia. O Museu Nacional da Mongólia inclui exposições desde os tempos pré-históricos, através do Império Mongol até os dias atuais. O Museu de Artes de Zanabazar contém uma grande coleção de arte da Mongólia, incluindo obras do século XVII, do escultor e líder espiritual Zanabazar, assim como a pintura mais famosa da Mongólia, One Day, de autoria de B. Sharav. O Museu do Teatro Mongol apresenta a história do teatro e os espetáculos mais relevantes ocorridos na Mongólia. Há ainda o Museu Lenin.
Artefatos datados dos séculos XVII e XVIII, como a estátua Vajradara - feita pelo próprio Zanabazar em 1683 - também podem ser encontrados nos museus da cidade. Entre tais artefatos também podem ser citados um chapéu de sândalo de autoria de Zanabazar (c. 1663), o grande casaco de pele, também de Zanabazar, que também foi apresentada pelo imperador Kangxi, e um grande número de estátuas originais também atribuídas a Zanabazar, como a Tara Verde.
O Memorial Zaisan, um memorial dedicado aos soldados soviéticos mortos na Segunda Guerra Mundial, fica em uma colina ao sul da cidade. O Memorial Zaisan Memorial inclui um tanque soviético pagos pelos povo mongol e uma pintura memorial circular que no realismo socialista descreve cenas de amizade entre os povos da União Soviética e na Mongólia. Os visitantes que fazem a longa subida até o topo são recompensados com uma vista panorâmica de toda a cidade no vale.
A Catedral de São Pedro e São Paulo, consagrada em 2003 para o cardeal Crescenzio Sepe, lembra muito uma grande yurt.
|                           |                  |                  |
| O teatro de ópera estatal | Teatro Dramático | galeria Nacional |

### Bibliotecas
A Biblioteca Central Metropolitana de Ulã Bator, às vezes também referida como Biblioteca Pública de Ulã Bator, é uma biblioteca pública com uma coleção de cerca de 500 mil itens. Possui 232 097 usuários anuais e um total de 497 298 empréstimos por ano. A biblioteca hospeda sites em literatura mongol clássica e moderna, além de oferecer acesso gratuito à Internet.
A Biblioteca Nacional da Mongólia também está localizada em Ulã Bator e inclui uma extensa coleção histórica, artigos em idiomas que não sejam apenas o mongol, e uma coleção especial para crianças.
Em 1986, o governo de Ulã Bator criou um sistema centralizado para todas as bibliotecas públicas da cidade, conhecido como Sistema Metropolitano das Bibliotecas de Ulã Bator (MLSU). Este sistema coordena a gestão, aquisições, finanças e política entre as bibliotecas públicas da capital, além de fornecer apoio para escolas e bibliotecas infantis. Para além da Biblioteca Central Metropolitana, a MLSU tem quatro bibliotecas filiais. Eles estão no Distrito Chingeltei (fundado em 1946), no Distrito Han-Uul (fundado em 1948), no Distrito Bayanzurkh (fundado em 1968), e no Distrito Songino-Hairkhan (criada em 1991). Há também a Biblioteca Central infantil, que foi criada em 1979.